# Hans Windisch (Fotograf)
Hans Windisch (* 21. Februar 1891 in Niederlößnitz; † 15. Juni 1965 am Chiemsee) war ein deutscher Fotograf, Bestseller-Autor, Graphiker und Illustrator.

## Leben und Wirken

### Jugend und Ausbruch aus bürgerlichen Verhältnissen
Moritz Georg Johannes Windisch wurde in der Niederlößnitz als Sohn des Fabrikanten Clemens Windisch geboren. Mit der Sekundarreife verließ er das Gymnasium und absolvierte zwischen 1907 und 1909 eine Lehre in einem kunstgewerblichen Atelier in Dresden. 1911 wechselte er auf die Kunstgewerbeschule und auf die Kunstakademie Dresden, wo er 1911 das Fachlehrerzeugnis für Zeichnen an höheren und Fachschulen erwarb. Als freiberuflicher Grafiker und Maler verdiente er sich seinen Lebensunterhalt, bis er 1914 als Soldat in den Ersten Weltkrieg musste. Aufgrund seiner Kriegserlebnisse trat er aus der Kirche aus, außerdem brach er mit seiner bürgerlichen Vergangenheit und stand den Arbeiterorganisationen nahe.

### Tätigkeit als Bildender Künstler
Anfang der 1920er Jahre „gestaltete er als Maler und Graphiker kostbare bibliographische Mappenwerke und »Zyklen«, die heute regelrecht neu entdeckt und nachgedruckt werden.“ Sein Stil jener Zeit wird durch das Spencer Museum of Art der University of Kansas als „Verbindung von Expressionismus und Konstruktivismus, die an Fritz Langs späteren Kinoklassiker »Metropolis«“ erinnert, beschrieben. Von der hochwertigen Kunst in kleiner Auflage wandelte sich Windischs Werk zur Illustration von eher gängigen Werken in größerer Auflage. Nach Rittners Die Brücke 1920 für Ullstein mit einer Originallithographie arbeitete er die folgenden Jahre als Zeichner und Illustrator mit dem Verlag Neufeld & Henius, ebenfalls in Berlin, zusammen. 1922 schuf er die Graphikmappe Zehn Lithographien zu Charlotte Bara’s Danse Macabre. Charlotte Bara war eine Ausdruckstänzerin jener Zeit. Die gesuchte Mappe wurde im Jahr 2000 nachgedruckt.
Im Jahr 1924 gewann er den Wettbewerb um das neue Verlagssignet für den Verlag J.H.W. Dietz Nachf. Bonn, welches noch heute verwendet wird.

### Beginn der fotografischen Karriere
Parallel zu seiner grafischen Arbeit absolvierte er eine fototechnische Ausbildung. 1926 wurde er Redaktionsleiter der Hauszeitschrift von Photo-Schaja in München. Im Folgejahr gab Windisch den ersten Band (Jahresschau 1927) von Das deutsche Lichtbild im Berliner Verlag Robert & Bruno Schultz heraus, der vom Reichkunstwart Edwin Redslob und vom Bauhaus-Professor László Moholy-Nagy „enthusiastisch begrüßt“ wurde: „Das fotografische Verfahren ist beispiellos gegenüber den bisher bekannten optischen Verfahren.“ Diese Ausgabe war die einzige, die im Tiefdruckverfahren gedruckt wurde.
Gegen Ende der Zwanziger Jahre verließ Windisch die Grafik und wandte sich ganz der Werbung für die Fotografie sowie der Fotografie selbst zu, insbesondere der Vermittlung fotografischer Kenntnisse an interessierte „Amatöre“, wie seine Schrift Knipsen – aber mit Verstand! Ein Wegweiser für Amatöre, die gute Bilder machen wollen 1929 verkündete. 1930 befasste er sich in Mein Freund, der Plasmat! mit Werbung für die Görlitzer Optisch-Mechanische Industrie-Anstalt Hugo Meyer und deren Plasmat-Objektive. 1933 folgte im Verlag von Photo-Schaja sein erster Sachbuch-Bestseller Der Photo-Amateur, der in den 1930er Jahren mehrere Auflagen erfuhr.
Während der Zeit des Nationalsozialismus konnte er als Fotograf weiterarbeiten, obwohl er mit der Politik nicht übereinstimmte, da die Machthaber „dieses Medium schätzten“. „Sein expressionistisches graphisches Werk, das im Sinne der nationalsozialistischen Ästhetik als »entartet« hätte gelten können, kannten nur wenige Eingeweihte.“ Aus beruflichen Gründen musste er der Reichsschrifttumskammer beitreten. Nach dem Zweiten Weltkrieg bezeichnete er diese Zeit als „geistiges KZ auf der unverfänglichen Domäne phototechnischer Lehrbücher.“

### Zusammenarbeit mit Heering
Mitte der 1930er Jahre lernte Windisch den Verleger Walther Heering kennen, der 1932 in Halle einen Foto-Verlag gegründet hatte. 1936 brachten Heering und Windisch die Neue Foto-Schule heraus, die Windisch zum internationalen Bestsellerautor machte. Nach der deutschen Erstauflage in Höhe von 20.000 Exemplaren erschien das weltweit meistverbreitete Lehrbuch zur Fotografie bis 1939 noch in mehreren Auflagen in englischer und französischer Sprache.
Im Jahr 1935 erlitt Windisch einen schweren Unfall. Aufgrund seiner daraus folgenden Behinderung erfolgte seine Ausmusterung aus der Wehrmacht. Windisch zog mit seiner Ehefrau von Berlin an den Chiemsee, wo sie zurückgezogen lebten und sich neben der Fotografie noch mit alternativen Gartenbautechniken beschäftigten. 1940 begann er mit der Arbeit an seinem Manuskript Führer und Verführte, in dem er, von Kantischer Philosophie geprägt, mit dem Nationalsozialismus abrechnete. Noch während des Kriegs folgte ihm der Verleger Heering an den Chiemsee, nach Seebruck, von wo er in der Folgezeit seinen Verlag betrieb. Gleich nach dem Krieg reichte Heering Windischs Manuskript bei den US-amerikanischen Militärbehörden ein und erhielt die Druckgenehmigung. 1946 erschien Führer und Verführte. Eine Analyse deutschen Schicksals, dem 1947 Windischs Schrift Genius und Dämon. Der Fall Deutschland. Ein Manifest folgte. 1948 schrieb Windisch »Daimonion«. Über das Menschliche, das 1948 in Augsburg erschien. Mit der dritten Schrift schloss er die beiden vorangegangenen ab und betrachtete sie selbst als gegenstandslos.
Bereits während des Zweiten Weltkriegs hatte Windisch auf Bitten Heerings an dem Manuskript für ein Gartenbuch gearbeitet, das wegen Papiermangels zu Kriegszeiten nicht mehr erscheinen konnte. 1946 erschien Das kleine Gartenbuch als in der Nachkriegszeit nützliches Sachbuch. Für die 1949 folgende zweite Auflage schuf Windischs Ehefrau Ilse, eine ausgebildete Grafikerin, die zahlreichen Farbillustrationen, 1958 folgte die 3., erweiterte Auflage.

### Internationaler Bestseller-Autor
Am erfolgreichsten war seine Neue Foto-Schule, die zu seinen Lebzeiten in vielen neu bearbeiteten und erweiterten Auflagen erschien. Neben zahllosen deutschen überarbeiteten Auflagen wurde die „Trilogie mit den Themenkomplexen »Technik«, »Gestaltung« und »Farbfotografie«“ nach dem Zweiten Weltkrieg zusätzlich ins Finnische, Holländische, Norwegische, Schwedische, Spanische und Tschechische übersetzt. Insgesamt erreichte die Auflage eine Höhe von 580.000 Exemplaren.
Der Schriftsteller Sten Nadolny schrieb 2005: „Nie zuvor oder danach haben so viele Menschen in Deutschland gewusst, was Blendenöffnung, Belichtungszeit und Tiefenschärfe miteinander zu tun haben. Ein Schriftsteller und nachdenklicher Fotoamateur namens Hans Windisch legte seine (ungut simplifizierenden) Versuche beiseite, Schuld und Verhängnis der Deutschen auseinander- und dann wieder zusammenzugrübeln, brachte stattdessen seine bereits vor dem Krieg verfasste und inzwischen vergessene »Neue Fotoschule« auf den neuesten Stand. Er wurde damit Millionär.“

### Nach Windisch
Nachdem Windisch 1965 verstorben war, wurde seine Foto-Schule von dem Fotografen Theo Kisselbach fortgeführt. Dessen überarbeitete Ausgabe erreichte 1973 in Deutschland die Auflagezahl von 280.000. 1976 und 1977 gab der Goldmann Verlag zusätzliche genehmigte Lizenzausgaben heraus. „Mit dem Verschwinden des Belichtungsmessers für Fotoamateure“ aufgrund der technologischen Veränderungen in der Fotoindustrie wurden seine Bücher ausgelistet. Jedoch: „Eine kleine Liebhabergruppe von Hobbyphotographen setzt sich heute mit seinen Anleitungen in Diskussionslisten im Internet auseinander.“
Auch der Heering-Verlag verschwand, er wurde in den 1970er Jahren von Ringier übernommen und zur Ringier Deutschland GmbH umfirmiert. Diese wurde 2001 abgewickelt; von den Fotoaktivitäten überlebte lediglich das fotoMAGAZIN.

## Werk

### Bildwerke (Auswahl)
- Thaddäus Rittner: Die Brücke. Ullstein, Berlin 1920.
- Bucheinband (Salomé) für Gustave Flaubert: Drei Erzählungen, Ullstein, Berlin 1920.
- Graphikmappe Zehn Lithographien zu Charlotte Bara’s Danse Macabre. 1922. Nachgedruckt 2000.
- Edgar Allan Poe: Rätselhafte und unheimliche Geschichten. Neufeld & Henius, Berlin 1923.
- Stendhal: Italienische Novellen. Neufeld & Henius, Berlin 1923.
- Gustave Flaubert: Madame Bovary. Neufeld & Henius, Berlin 1924.
- Henryk Sienkiewicz: Quo vadis? Neufeld & Henius, Berlin 1924.
- Verlagssignet für den Verlag J.H.W. Dietz Nachf. Bonn, 1924.
- Bucheinband für Friedrich Wendel: Das 19. Jahrhundert in der Karikatur. Verlag J.H.W. Dietz Nachf., Bonn 1925.

### Sachbücher (Auswahl)
- Knipsen - aber mit Verstand! Ein Wegweiser für Amatöre, die gute Bilder machen wollen. Ullstein-Sonderheft Nr. 127/128. Ullstein, Berlin 1929.
- Mein Freund, der Plasmat! [Werbeschrift d. Optisch-Mech. Industrie-Anst. H. Meyer, Görlitz, für den Plasmat-Photographen-Apparat]. H. Meyer, Görlitz 1930.
- Der Photo-Amateur. Ein Lehr- u. Nachschlagebuch. Photo-Schaja, München 1933.
- Zusammen mit Georg Weigand (Zeichnungen): Kleiner Fotokurs für Marion. Heering, Harzburg 1937.
- Kleinbild-Jagd auf Dinge und Menschen. Achtung - Aufnahme! 1.–12. Tsd., Heering, Harzburg 1937.
- Die neue Foto-Schule. 1.–20. Tsd., Heering, Harzburg 1937.
- The new photo-school. 1.–10. Tsd., Heering, Harzburg 1938.
- Le Photographe de la nouvelle école. 1.–10. Tsd., Heering, Harzburg 1938.
- Schule der Farbenfotografie. 1.–22. Tsd., Heering-Verlag, Harzburg 1939.
- Das kleine Gartenbuch. Heering, Seebruck am Chiemsee 1946.
- The Manual of modern photography. 2., rev. ed., Heering, Vaduz 1956.
- Den nye fotoboken. Dreyer, Oslo 1956.
- Den nye fotobog. 2. Praktik. Skrifola, Kopenhagen 1956.
- Den nye fotobog. 1. Teknik. 4. rev. og gennemsete udg., Skrifola, Kopenhagen 1958.
- Manual de fotografía moderna. Ed. Omega, Barcelona 1958.
- Die neue Foto-Schule. 3. Farbenfotografie. 6. Aufl., 91.–100. Tsd., Heering, Seebruck am Chiemsee 1958.
- Uusi valokuvauskoulu. Otava, Helsingissä 1959.
- Nieuwe fotoschool. Naar de 14. verb. uitg. voor Nederland bew. door A. G. J. Kuipers. Elsevier, Amsterdam, Brussel 1960.
- Nová škola fotografie. Státní Nakl. technické literatury, Prag 1960.
- Die neue Foto-Schule. 1. Die Technik. 16., durchges. Aufl., 251.–260. Tsd., Heering, Seebruck am Chiemsee 1964.
- Die neue Foto-Schule. 2. Die Gestaltung. 111.–115. Tsd., Heering, Seebruck am Chiemsee 1964.
- Die neue Foto-Schule. 3. Farben Fotografie. 101.–110. Tsd., Heering, Seebruck am Chiemsee 1961.

### Schriften
- Führer und Verführte. Eine Analyse deutschen Schicksals. Heering, Seebruck 1946.
- Genius und Dämon. Der Fall Deutschland. Ein Manifest. Heering, Seebruck 1947.
- »Daimonion«. Über das Menschliche. Augsburg 1948.

### Herausgeberschaft
- Das Deutsche Lichtbild. Jahresschau 1927. Robert & Bruno Schultz, Berlin 1927. (Beispielfotos (Memento vom 10. Februar 2013 im Webarchiv archive.today)).
- Das Deutsche Lichtbild. Jahresschau 1928/29. Robert & Bruno Schultz, Berlin 1929.
  - Weitere Ausgaben 1931, 1935, 1937, 1938.